# Ленинградский театральный институт имени А. Н. Островского
Ленинградский театральный институт имени А. Н. Островского — высшее театральное учебное заведение, существовавшее в Ленинграде с 1918 по 1961 год.

## История
Институт был основан в 1918 году как Школа актёрского мастерства. Руководил школой Леонид Сергеевич Вивьен.
В 1962 году институт был объединён с Ленинградским научно-исследовательским институтом театра, музыки и кинематографии и получил название Ленинградский государственный институт театра, музыки и кинематографии (ЛГИТМиК) (сегодня — Российский государственный институт сценических искусств).

## Выпускники
См. категорию Выпускники Ленинградского театрального института имени А. Н. Островского